# Death Bell 2: Bloody Camp
Death Bell 2: Bloody Camp (en hangul, 고사 두 번째 이야기: 교생실습; romanización revisada, Gosa Du Beonjjae Yiyagi: Gyosaengsilseop), es una película de Terror Coreano de 2010, antesecuela de Death Bell. La película fue dirigida por Yoo Sun Dong.
Death Bell 2, no sigue los acontecimientos de la primera parte, ni estará conectada directamente con esta, pero si que tendrá como antecedente, un evento similar y terrible dentro de la escuela en el que se desarrollara la acción, empezando la historia con una serie de macabros asesinatos cuando una nueva maestra llega al instituto.

## Trama
Segunda parte de la película Death Bell (2008)
Una profesora de edad universitaria (interpretada por Hwang Jeong-Eum) es asignada a una escuela secundaria. Una vez que ella llega,comienzan a suceder una serie de asesinatos ...

## Reparto
- Park Ji Yeon como Lee Se Hee.
- Hwang Jung Eum como la profesora Park Eun Soo.
- Yoon Shi Yoon como Kwang Woo.
- Park Eun-bin como Yoon Na Rae.
- Kim Su-ro  como el profesor Cha.
- Son Ho Joon como Jung Bum.
- Ji Chang Wook como Kwak Soo Il.
- Choi Ah Jin como Yeom Ji Yoon.
- Yoon Seung Ah como Chung Tae Yeon.
- Son Ho Joon como Jung Bum.
- Jeon Bo Ram como Ji Ae.
- Kwon Hyun Sang como Kim Jang Kook (JK).
- Yeo Min Joo como Yong Ran.
- Nam Bo Ra como Hyun Ah.
- Lee Qri
- Park Jin Soo como Geun Shik.
- Kim Bo Mi como Kyung Hee.
- Kim Min Young como Min Jeong.
- Kim Byeong-ok como el profesor Kang.
- Jung Ji Ah como la entrenadora de natación
- Lee Dong Hee como Won Ho.